# Seigné
Seigné là một xã trong tỉnh Charente-Maritime trong vùng Nouvelle-Aquitaine, tây nam nước Pháp. Xã Seigné nằm ở khu vực có độ cao từ 68-134 mét trên mực nước biển.